# قاي وارن (رسام)
قاي وارن (بالإنجليزية: Guy Warren)‏ هو رسام أسترالي، ولد في 1921 في غولبرن في أستراليا.